# ウリバリ＝ガンボア貯水池

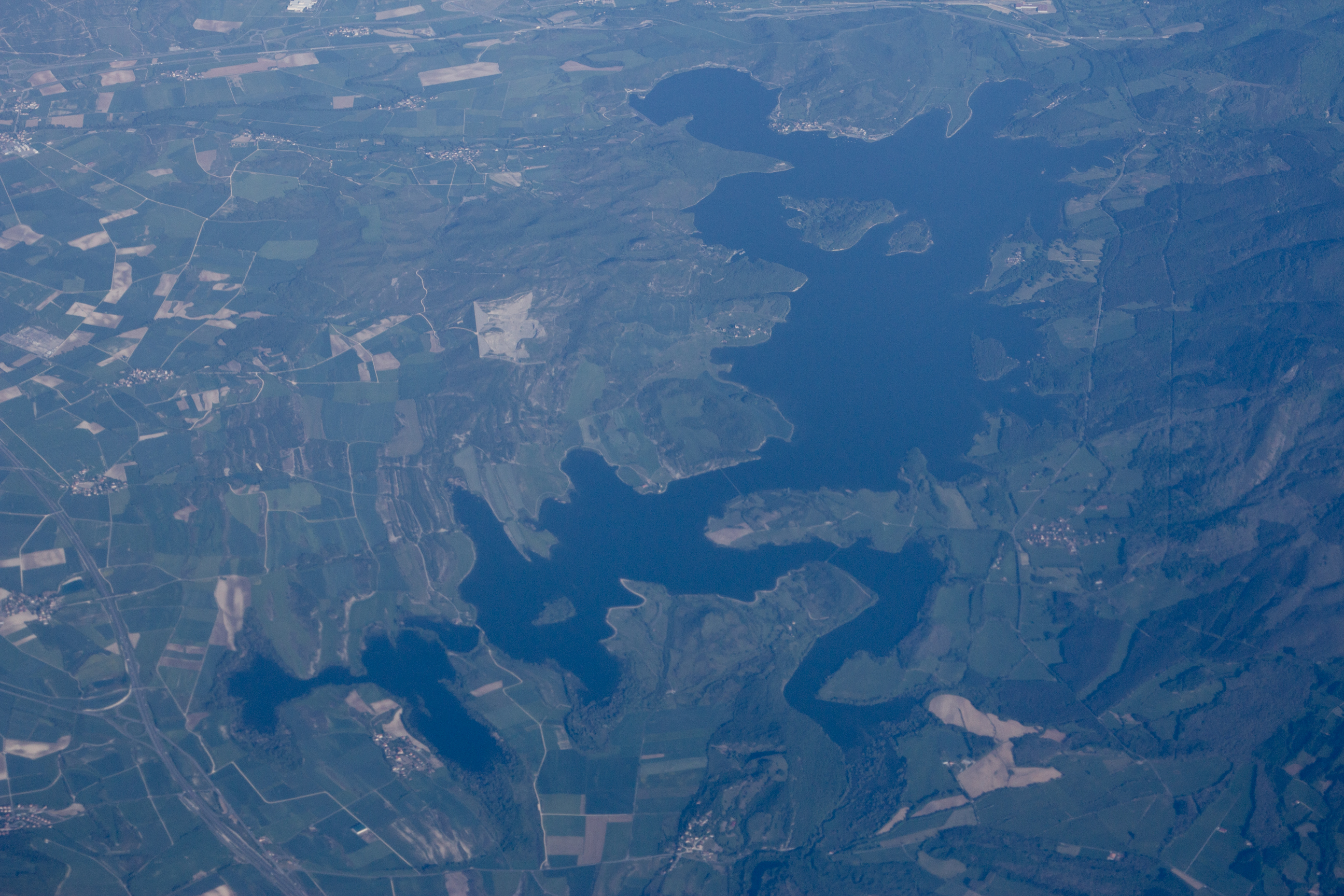

ウリバリ＝ガンボア貯水池（スペイン語: Embalse de Ullíbarri-Gamboa）は、スペイン・バスク州アラバ県にある貯水池。146hm3の容量を持つ。

## 機能
バスク州のアラバ県とビスカヤ県の住民にとって主要な飲料水の貯水池であり、バスク州の人口の約50%に対して給水を行っている。貯水池の南西部に設置されたダムには水力発電施設が敷設されており、84,053kW/年の電力を生成している。サドーラ川の流量を調整する機能も持っており、貯水池の水位が高い時にはサドーラ川に対して570m3/秒の流量を排出している。

## 地理
アラバ県の県都ビトリア＝ガステイスから約15km北にあり、ウリバリ＝ガンボア、ナンクラレス・デ・ガンボア、アロジャベの各集落にまたがっている。アラバ平原の北端部に位置し、アラバ県北部のウルキーリャ山地（アイスコリなど）に降った水はやがてサドーラ川となってこの貯水池に運ばれる。アラバ県を縦断するAP-1号線を挟んで西側には、ウリバリ＝ガンボア貯水池よりやや小規模なウルナガ貯水池がある。AP-1号線と並行して、かつてはビトリア＝ガステイス市街地からこの貯水池の西側まで鉄道線路が敷かれており、現在では幅広の自転車道として活用されている。貯水池では水上スポーツが盛んであり、ウィンドサーフィン、セーリング、ボート競技、カヌーなどが行われている。貯水池には国際ヨットレース場が設けられており、沿岸のウリバリ＝ガンボアの村には2つのヨットクラブがある。

### 島
ウリバリ＝ガンボア貯水池には、スアツァ島、カバージョス島、オレニン島、アルト・エチャニス島の4島がある。貯水池の北西部にあるスアツァ島はこの貯水池でもっとも大きな島であり、島中に数多くのバンガローが建設されて保養地となっている。多数のウサギが生息することでも知られ、ウサギ島という愛称を持つ。カバージョス島はスアツァ島のすぐ東側にあるが、建物は存在しない。貯水池の南西部にあるオレニン島は貯水池建設前にひとつの村だったが、現在は孤立した小さな島となった。夏季には鳥類のコロニーとなっている。

### 自然公園
この貯水池は地中海性気候と大陸性気候の遷移領域にあり、生物多様性が促進されている。貯水池の周囲にはガライオ県立公園、ランダ県立公園、メンディシュル鳥類公園という3つの自然公園が設定されている。これらの公園の訪問者は2010年に234,000人を超えたと推定されている。
ガライオ県立公園は貯水池の南西岸にあり、小さな半島を形成している。完全に森に覆われており、自然に触れることが容易である。ガライオ県立公園には自動車でアクセスすることができ、サイクリングやウォーキングなどを行える未舗装路が数多く存在する。森の中にあるコテージを借りることもできる。
ランダ県立公園は貯水池北岸のランダの集落に近接しており、夏季にはビトリア＝ガステイスの住民が多く訪れる。この公園には「W」字状の砂浜が存在する。
約70ヘクタールのメンディシュル鳥類公園に訪れる鳥類は季節によって異なる。この公園はナチュラ2000に登録されており、スペインでは比較的新しいバードウォッチングという趣味の場所を提供している。

## 歴史
バスク地方の産業革命と人口増加による電力需要を見込んで、1926年に実業家のマヌエル・ウリベ＝エチェバリアが新貯水池の建設を求めたが、1928年6月には彼の提案が拒否された。スペイン第二共和政下の1934年にはダムの建設計画が承認されたが、1930年代後半のスペイン内戦によって計画の実施は遅れた。1945年になってようやく作業が開始され、この地方最大の鉄鋼企業であるビスカヤ高炉がサドーラ川水力会社の支援を得てダム建設を開始した。3,500人以上の作業員が参加し、1957年4月20日にダム建設工事が終了、1958年に貯水が開始された。
当時のガンボア谷はアスア、ガライオ、ランダ、ラリンサル、メンディフル、メンディサバル、ナンクラレス・デ・ガンボア、オレニン、ウリバリ＝ガンボア、スアソ・デ・ガンボアの村で構成されており、1940年時点の人口は計630人、これらの村の住民は主に農業や畜産業に従事していた。ガンボア谷のほぼすべての村が貯水池の建設で影響を受け、メンディサバル、ランダ、スアソ・デ・ガンボアの村は完全に水中に沈んだ。ガライオ、アスア、ウリバリ＝ガンボア、ガンボア・ナンクラレス、オレニンの村も一部が水中に沈み、オレニンの一部は無人島のオレニン島となって水中から顔を出している。住民のほとんどは家や土地を失い、他の場所への移住を余儀なくされた。水位が低下する夏季にはこれらの村の廃墟が水中から現れる。
ダムと貯水池の建設によって動植物も影響を受け、一部の植生は破壊されるか水中に沈んだが、水生に適応する種に置き換わるなどして時間とともに生態系が変化した。ウリバリ＝ガンボア貯水池はトリゲモ、ハシビロガモ、ダルマチアアカガエル、ヨーロッパミンクなどの生息地であり、ラムサール条約とナチュラ2000に登録されている。

## ギャラリー

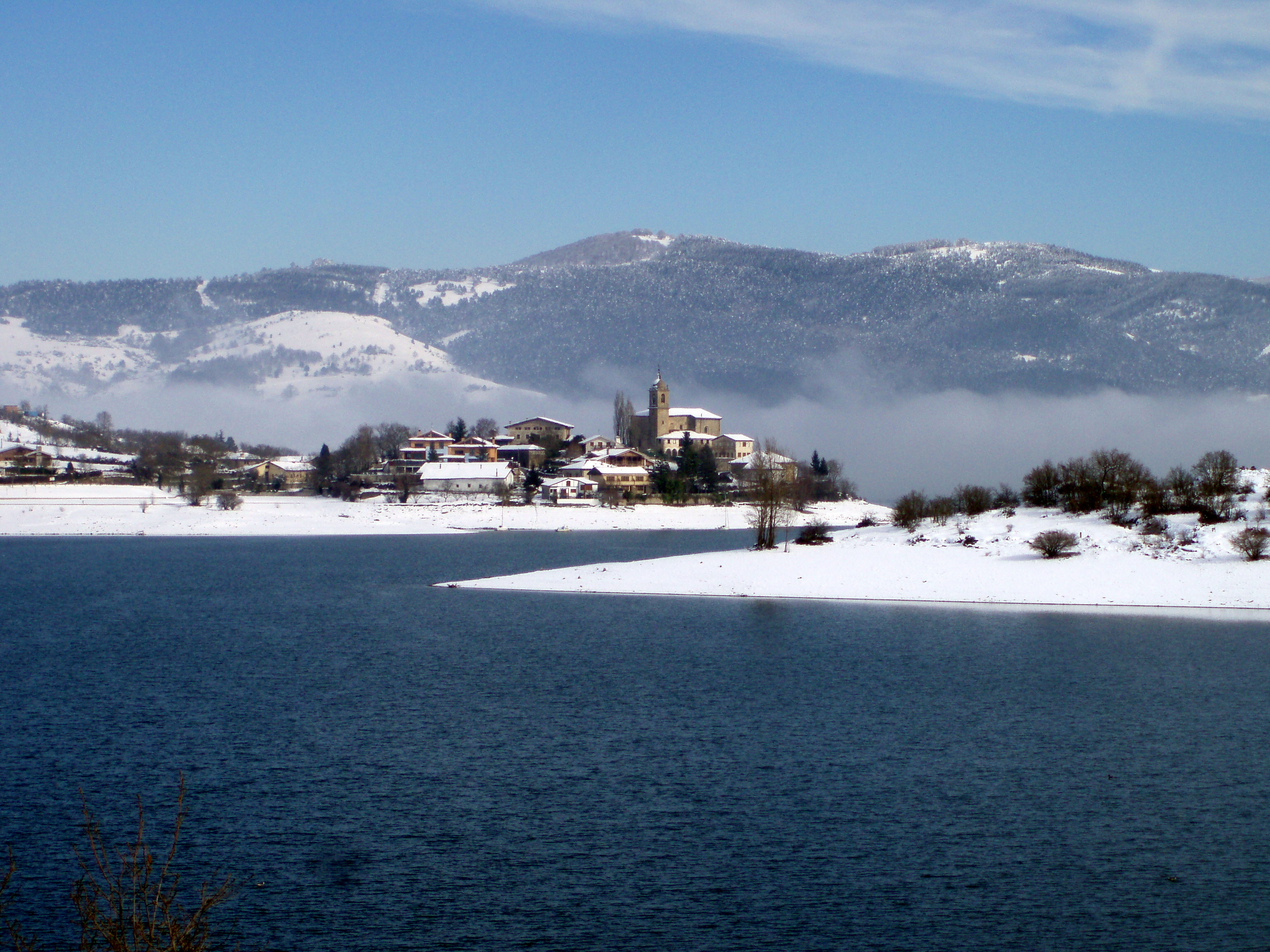
雪に覆われたウリバリ＝ガンボア集落
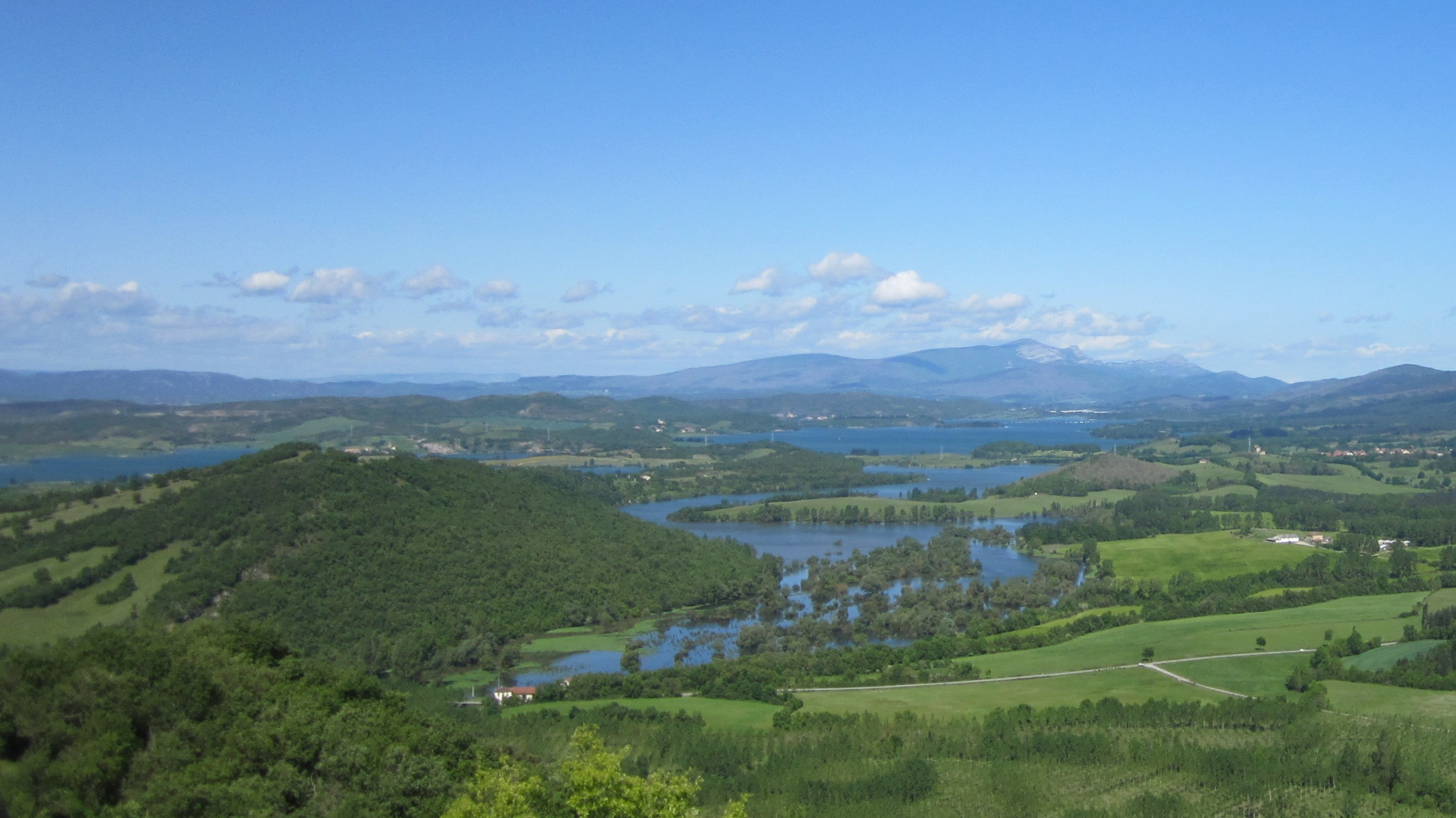
東のオサエタ（スペイン語版）集落付近から湖西部を見る
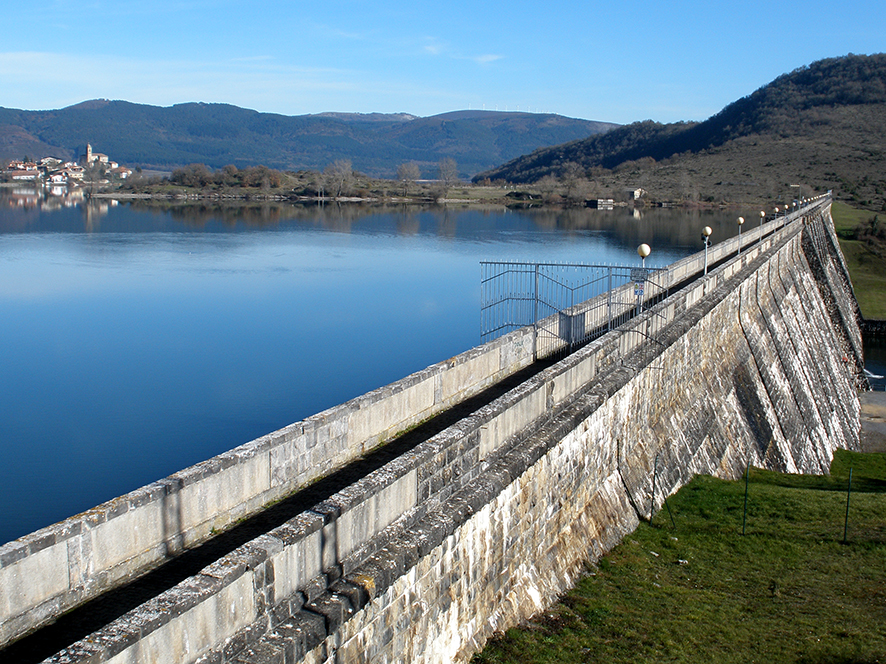
堰堤とウリバリ＝ガンボア集落（左奥）